# Скотт, Джон Гэвин
Джон Гэвин Скотт (англ. John Gavin Scott; 18 июня 1956, Уэйкфилд, Уэст-Йоркшир — 12 августа 2015) — британский органист и хормейстер.

## Биография
Пел в хоре кафедрального собора в своём родном городе. В 1974—1978 годах учился в Кембриджском университете у Джорджа Геста; среди других наставников Скотта были Ралф Даунс и Джиллиан Уир. В 1977 году Скотт выступил в Альберт-холле на концерте в рамках цикла Би-Би-Си Промс, став самым молодым органистом — участником этого цикла. В 1984 году стал победителем Международного конкурса имени Иоганна Себастьяна Баха в Лейпциге.
В 1985 году занял должность второго органиста в лондонском Соборе святого Павла, а в 1990 году был утверждён его титулярным органистом и музыкальным руководителем и занимал этот пост до 2004 года. В этот период Скотту довелось провести целый ряд служб особого значения — в частности, службы в честь 50-летия правления Елизаветы II, в честь столетия Королевы-матери, благодарственная служба по случаю 2000-летия от Рождества Христова, мемориальная служба 14 сентября 2001 года в память о жертвах террористического акта в Нью-Йорке. Хор Собора Святого Павла под руководством Скотта гастролировал в Европе, Южной и Северной Америке, Японии, сам Скотт как органист выступал в венском Соборе Святого Стефана и парижском Нотр-Дам, в 1989 года открыл новый орган в Культурном центре Гонконга. Среди заметных концертов Скотта в Соборе Святого Павла были циклы из всех органных сочинений Дитриха Букстехуде, Сезара Франка, Луи Вьерна, всех органных симфоний Шарля Мари Видора. Многочисленные записи Скотта включают все органные произведения Феликса Мендельсона и Мориса Дюрюфле.
Скотт являлся титулярным органистом и руководителем известного хора в нью-йоркском Соборе Святого Фомы.